# Erik van Ommen

Erik van Ommen  (1956) is een Nederlands tekenaar, kunstschilder, aquarellist, graficus en schrijver.
Van Ommen studeerde in 1983 af aan de Academie voor Beeldende Kunsten Minerva in Groningen. Hij maakt figuratief werk in de traditie van het Noordelijk realisme en exposeerde in musea en galerieën in binnen- en buitenland. Van Ommen maakt olieverfschilderijen, aquarellen, pastels, etsen, lino- en houtsnedes, sumi-e schilderingen en videofilms. Hij schreef de teksten voor een aantal van zijn boeken. Hij woont, werkt en exposeert in Vries. 
Van Ommen publiceerde onder meer boeken over de bijeneter, de dwerggans, de grauwe kiekendief, de boerenzwaluw, de kluut en de ijsvogel. In 2013 verscheen tijdens zijn overzichtstentoonstelling in Slot Zeist, ter gelegenheid van dertig jaar kunstenaarschap, het boek Het Waddenatelier. In 2015 kwam hij met zijn 32e boek, Mijn reigerparadijs. Hierin zijn voor het eerst videofilms opgenomen. Het boek werd genomineerd voor de Jan Wolkersprijs 2015.
Voor VARA's Vroege Vogels ontwierp hij in 2015 het logo van de grutto, Nederlands nationale vogel. In 2015 riep hij Het Bevlogen Oog, een prijs voor de beste jonge vogeltekenaar,  in het leven.

## Publicaties
- Vogels in onze tuin - 2021 (Aquarellen Erik van Ommen, tekst Paul Böhre)
- Erik van Ommen: vogelprenten: ontwerpen, snijden en drukken - 2021
- Spitsbergen: logboek van een kunstenaar - 2019
- Poldervogels - 2018
- Mijn Reigerparadijs – 2015
- Het Waddenatelier – 2013
- De ijsvogels van de Hunze – 2012
- Mijn pastorietuin – 2010
- De kluten van Breebaard – 2008
- De inktvogel – 2007, met gedichten van Koos van Zomeren
- Vingeroefeningen – 2007
- Hirado no sura – 2006
- De zwaluwen van Singraven – 2006
- De kiekendieven van het Oldambt – 2004
- De Strandgids – 2003
- Vlerkenstreken – 2003
- De dwergganzen van Anjum – 2003
- Het Groene woud – 2002
- De bijeneters van Harkstede – 2001
- Het Uilenpad – 1999
- Het Vossenpad – 1998
- 33 Etsen – 1998
- Het Ganzenpad – 1996
- Texel – 1995
- Trekvogels van rots tot rots – 1993
- De Kroonspolders – 1993
- Vogels op water en slik – 1989
- Op twee Vleugels – 1983

Verder verschijnt zijn werk regelmatig in de tijdschriften Vogels, Noorderbreedte, Golden Raand en Roots. Hij maakte tekeningen en aquarellen voor verschillende landschappen en natuurorganisaties.

## Werkwijze
Erik van Ommen is een van de weinige kunstenaars die buiten vogels en dieren schildert en tekent. Een telescoop is daarbij zijn belangrijkste hulpmiddel. Hierdoor kan hij het gedrag van zijn onderwerp zo goed mogelijk bestuderen en schetsen. Veel aquarellen en tekeningen werkt hij ter plaatse uit. Olieverfschilderijen, etsen en houtsneden zijn gebaseerd op veldschetsen en ontstaan in zijn atelier.
Hij beschouwt de "wereld als zijn atelier" en werkte buiten Europa onder meer in een groot deel van de USA, Canada, Japan, India, Egypte, Israël, Kenia, Mauritanië, Gambia, Senegal, Namibië en Zimbabwe.